# Trojanowice (gmina)
Trojanowice (od 1870 Topolice) – dawna gmina wiejska istniejąca do 1870 roku w guberni radomskiej. Siedzibą władz gminy były Trojanowice.
Za Królestwa Polskiego gmina Trojanowice należała do powiatu opoczyńskiego w guberni radomskiej. 1 stycznia?/13 stycznia 1870 do gminy przyłączono pozbawiony praw miejskich Żarnów, po czym gmina została zniesiona przez przemianowanie na gminę Topolice.